# アッバディーア・チェッレート
アッバディーア・チェッレート（伊: Abbadia Cerreto）は、イタリア共和国ロンバルディア州ローディ県にある、人口約300人の基礎自治体（コムーネ）。

## 地理

### 位置・広がり

#### 隣接コムーネ
隣接するコムーネは以下の通り。括弧内のCRはクレモナ県所属を示す。
- バニョーロ・クレマスコ (CR)
- カザレット・チェレダーノ (CR)
- カヴェナーゴ・ダッダ
- キエーヴェ (CR)
- コルテ・パラージオ
- クレスピアーティカ

### 地勢・地形
- 河川：アッダ川

### 気候分類・地震分類
気候分類では、zona E, 2557 GGに分類される。
また、イタリアの地震リスク階級 (it) では、zona 3 (sismicità bassa) に分類される。